# Liste der Kulturdenkmäler in Rainrod (Schwalmtal)
Die folgende Liste enthält die in der Denkmaltopographie ausgewiesenen Kulturdenkmäler auf dem Gebiet des Ortsteils Rainrod der Gemeinde Schwalmtal, Vogelsbergkreis, Hessen.
Hinweis: Die Reihenfolge der Denkmäler in dieser Liste orientiert sich an der Anschrift, alternativ ist sie auch nach der Bezeichnung, der vom Landesamt für Denkmalpflege vergebenen Nummer oder der Bauzeit sortierbar.
Kulturdenkmäler werden fortlaufend im Denkmalverzeichnis des Landes Hessen durch das Landesamt für Denkmalpflege Hessen auf Basis des Hessischen Denkmalschutzgesetzes (HDSchG) geführt. Die Schutzwürdigkeit eines Kulturdenkmals hängt nicht von der Eintragung in das Denkmalverzeichnis des Landes Hessen oder der Veröffentlichung in der Denkmaltopographie ab.

Die bisher bekannten Bau- und Kunstdenkmäler hat das Landesamt für Denkmalpflege Hessen in sogenannten Arbeitslisten erfasst. Den Arbeitslisten liegen Erkenntnisse aus Akten, Ortsbegehungen und Denkmalinventaren, jedoch keine neuere systematische Forschung, zugrunde. Die Benehmensherstellung mit der Gemeinde gemäß § 11 Abs. 1 HDSchG ist noch nicht erfolgt.
Das Vorhandensein oder Fehlen eines Objekts in dieser Liste ist keine rechtsverbindliche Auskunft darüber, ob es Kulturdenkmal ist oder nicht: Diese Liste entspricht möglicherweise nicht dem aktuellen Stand der offiziellen Denkmaltopographie. Diese ist für Hessen in den entsprechenden Bänden der Denkmaltopographie Bundesrepublik Deutschland und im Internet unter DenkXweb – Kulturdenkmäler in Hessen einsehbar. Auch diese Quellen sind, obwohl sie durch das Landesamt für Denkmalpflege Hessen aktualisiert werden, nicht immer aktuell, da es im Denkmalbestand immer wieder Änderungen gibt.
Eine verbindliche Auskunft erteilt allein das Landesamt für Denkmalpflege Hessen.
Nutze diese Kartenansicht, um Koordinaten in der Liste zu setzen. In dieser Kartenansicht sind Kulturdenkmale ohne Koordinaten mit einem roten bzw. orangen Marker dargestellt und können in der Karte gesetzt werden. Kulturdenkmale ohne Bild sind mit einem blauen bzw. roten Marker gekennzeichnet, Kulturdenkmale mit Bild mit einem grünen bzw. orangen Marker.
| Bild            | Bezeichnung                                         | Lage                                                            | Beschreibung   | Bauzeit | Objekt-Nr. |
| --------------- | --------------------------------------------------- | --------------------------------------------------------------- | -------------- | ------- | ---------- |
| Bild gesucht BW |                                                     | Backhausweg 1 LageFlur: 1, Flurstück: 52/1                      |                |         | 813099 DDB |
| Bild gesucht BW |                                                     | Backhausweg 4 LageFlur: 1, Flurstück: 54/1                      |                |         | 938876 DDB |
| Bild gesucht BW | Backhaus                                            | Backhausweg 5 LageFlur: 1, Flurstück: 50                        |                |         | 813096 DDB |
| Bild gesucht BW |                                                     | Backhausweg 7 LageFlur: 1, Flurstück: 48/2                      |                |         | 813790 DDB |
| Bild gesucht BW |                                                     | Brauerschwender Straße 7 LageFlur: 1, Flurstück: 79/1           |                |         | 813097 DDB |
| Bild gesucht BW |                                                     | Brauerschwender Straße 15 LageFlur: 1, Flurstück: 39            |                |         | 938877 DDB |
| Bild gesucht BW | Ehemalige Hardtmühle                                | Hardtmühle 2 LageFlur: 13, Flurstück: 27                        |                |         | 821671 DDB |
| Viehwaage       |                                                     | Hintergasse 1 LageFlur: 1, Flurstück: 68                        |                |         | 938881 DDB |
| Bild gesucht BW |                                                     | Hintergasse 3 LageFlur: 1, Flurstück: 66/1                      |                |         | 813914 DDB |
| Kirchenpfad 2   |                                                     | Kirchenpfad 2 LageFlur: 1, Flurstück: 86/3                      |                |         | 813783 DDB |
| weitere Bilder  | Evangelische Kirche, Kirchhof und Gefallenendenkmal | Kirchenpfad, Kirchenpfad 4 LageFlur: 1, Flurstück: 161/3, 162/3 | Fachwerkkirche | 1669/73 | 813782 DDB |
| Bild gesucht BW | Backhaus                                            | Schulstraße 5 LageFlur: 1, Flurstück: 97/1                      |                |         | 813784 DDB |
| Bild gesucht BW |                                                     | Schulstraße 7 LageFlur: 1, Flurstück: 101/3                     |                |         | 813785 DDB |
| Bild gesucht BW |                                                     | Schulstraße 9 LageFlur: 1, Flurstück: 104/1                     |                |         | 813177 DDB |
| Bild gesucht BW |                                                     | Schulstraße 11 LageFlur: 1, Flurstück: 107/3                    |                |         | 813786 DDB |
| Bild gesucht BW |                                                     | Schulstraße 18 LageFlur: 1, Flurstück: 131/1                    |                |         | 813098 DDB |
| Bild gesucht BW |                                                     | Schulstraße 23 LageFlur: 1, Flurstück: 134/1                    |                |         | 813787 DDB |
| Bild gesucht BW |                                                     | Schulstraße 29 LageFlur: 1, Flurstück: 140/1                    |                |         | 813915 DDB |
| Bild gesucht BW | Ehemalige Schule                                    | Schulstraße 31 LageFlur: 4, Flurstück: 1/3                      |                |         | 813788 DDB |
| Bild gesucht BW | Ehemaliges Forsthaus                                | Schwarzer Straße 14 LageFlur: 1, Flurstück: 192/1               |                |         | 813789 DDB |
| Bild gesucht BW |                                                     | Trift 1 LageFlur: 1, Flurstück: 36                              |                |         | 813100 DDB |
| Bild gesucht BW |                                                     | Trift 3/5 LageFlur: 1, Flurstück: 31/2, 33/1                    |                |         | 813791     |
| Bild gesucht BW |                                                     | Trift 15 LageFlur: 1, Flurstück: 22/1                           |                |         | 938880 DDB |
| Bild gesucht BW | Backhaus                                            | Über der Hardtmühle LageFlur: 13, Flurstück: 13/2               |                |         | 938875 DDB |